# Torque, la route s'enflamme
Pour plus de détails, voir Fiche technique et Distribution.
Torque, la route s'enflamme, ou Impact fatal au Québec (Torque) est un film américain réalisé par Joseph Kahn, sorti en 2004.

## Synopsis
L'heure est venue pour le biker Cary Ford de retrouver sa compagne, Shane, et de régler quelques comptes...
En quittant précipitamment sa ville six mois plus tôt, Ford était en possession de plusieurs motos appartenant au trafiquant et chef de la bande des Hellions, Henry. Ce dernier entend bien récupérer son bien... et la drogue dissimulée dans les réservoirs de ses superbes engins. Lorsque Ford se montre intraitable, Henry le balance au chef des Reapers, Trey, en l'accusant d'avoir tué le frère de celui-ci.
Ford ne peut désormais plus compter que sur ses fidèles et inséparables amis, Dalton et Val. Cible de deux gangs rivaux assoiffés de violence, il lui faut prouver au plus tôt son innocence, échapper aux agents du FBI lancés à ses trousses à travers le désert... et convaincre Shane de lui donner une seconde chance.

## Fiche technique
- Titre original : Torque
- Titres français : Torque, la route s'enflamme
- Titre québécois : Impact fatal
- Réalisation : Joseph Kahn
- Scénario : Matt Johnson
- Décors : Peter J. Hampton
- Costumes : Elisabetta Beraldo (it)
- Photographie : Peter Levy
- Montage : David Blackburn et Howard E. Smith
- Musique : Trevor Rabin
- Production : Bruce Berman (en), Graham Burke, Brad Luff, Neal H. Moritz, Michael I. Rachmil et Greg Tharp
- Sociétés de production : Warner Bros. Pictures, Village Roadshow Pictures et Original Film
- Budget : 40 millions de dollars (29,36 millions d'euros)
- Pays d'origine : États-Unis, Australie
- Langue originale : anglais
- Format : Couleurs - 2,35:1 - DTS / Dolby Digital / SDDS - 35 mm
- Genre : Action
- Durée : 84 minutes
- Dates de sortie :
  -  États-Unis : 14 janvier 2004 (première)
  -  États-Unis : 16 janvier 2004
  -  France,  Suisse romande : 18 février 2004
  -  Belgique : 31 mars 2004
- Film interdit aux moins de 12 ans lors de sa sortie en France

## Distribution
Légende : Version Française = VF[réf. nécessaire] et Version Québécoise = VQ
- Martin Henderson (VF : Thierry Kazazian ; VQ : Benoit Éthier) : Cary Ford
- Ice Cube (VF : Jean-Paul Pitolin ; VQ : Gilbert Lachance) : Trey Wallace
- Monet Mazur (VF : Cathy Diraison ; VQ : Valérie Gagné) : Shane
- Adam Scott (VF : Pierre-François Pistorio ; VQ : François Godin) : l'agent du FBI McPherson
- Matt Schulze (VF : Thierry Mercier ; VQ : François L'Écuyer) : Henry James
- Will Yun Lee (VQ : Hugolin Chevrette) : Val
- Jaime Pressly (VQ : Violette Chauveau) : China
- Max Beesley (VQ : Marc-André Bélanger) : Luther
- Christina Milian : Nina
- Jay Hernández (VF : Jérôme Pauwels ; VQ : Martin Watier) : Dalton
- Faizon Love (VF : Alain Flick ;VQ : Daniel Lesourd) : Sonny
- Fredro Starr (VF : Lucien Jean-Baptiste) : Junior Wallace
- Justina Machado (VF : Julie Dumas) : l'agent du FBI Henderson
- John Doe (VQ : Benoit Rousseau) : le shérif Barnes
- John Ashker : Yellow Car Driver

## Autour du film
- Le tournage a débuté le 29 juillet 2002 et s'est déroulé à Blythe, La Verne, Lake Los Angeles, Lancaster, Los Angeles, Palm Springs, Piru et Santa Clarita.
- Paris Hilton a auditionné pour le rôle de China.
- Jesse G. James fait une apparition comme client de Shane.

## Bande originale
- Someday, interprété par Nickelback
- True Nature, interprété par Jane's Addiction
- Forever, interprété par Kid Rock
- Lean Low, interprété par YoungBloodZ
- Out of Control, interprété par Hoobastank
- Master of Light, interprété par Monster Magnet
- Lapdance, interprété par N*E*R*D
- Fire and Flame, interprété par Robbie McIntosh et Chrissie Hynde
- Play It Loud, interprété par MxPx
- Yesterdays, interprété par Pennywise
- Push It, interprété par Static-X